# Aethiothemis palustris
Aethiothemis palustris – gatunek ważki z rodziny ważkowatych (Libellulidae).